# Camponotus minimus
Camponotus minimus (лат.) — вид муравьёв рода Camponotus из подсемейства формицины (Formicinae). Эндемик Австралии.

## Распространение
Австралия.

## Описание
Мелкие муравьи коричневого цвета, длина около 5—7 мм. От близких видов отличаются следующими признаками: снизу головы волоски отсутствуют (у Camponotus claripes там есть щетинки), проподеум выпуклый сверху (у Camponotus eremicus он плоский), верхняя поверхность заднегрудки больше, чем задняя (видовая группа claripes), скапус и голени без коротких отстоящих волосков. 
Усики рабочих и самок 12-члениковые, прикрепляются у заднего края клипеуса. Мандибулы широкие треугольные. Грудь и стебелёк гладкие без шипиков. Мезосома выпуклая. Первый тергит в длину менее половины длины брюшка. Стебелёк между грудкой и брюшком одночлениковый (состоит из петиоля с небольшой чешуйкой). Нижнечелюстные щупики рабочих 6-члениковые, нижнегубные щупики состоят из 4 сегментов. Метаплевральная железа и жало отсутствуют.